# László Gábor (közgazdász)
László Gábor (Csíkszentkirály, 1921. november 29. –) erdélyi magyar közgazdász, erdészeti szakíró.

## Életútja
A kolozsvári Piarista Gimnáziumban érettségizett (1942), a Bolyai Tudományegyetem közgazdasági karán szerzett képesítést (1946) s ugyanitt védte meg Csíkvármegye erdőgazdasága és az erdőhasználat szövetkezeti megszervezésének kérdése c. doktori értekezését (1949). Az erdő- és faiparban helyezkedett el: Csíkszeredában, Brassóban, Marosvásárhelyen volt tisztviselő (1949-69), majd újra Csíkszeredában tevékenykedett mint a faipari központ vezérigazgatója nyugdíjazásáig (1984). Jelentős szerepe volt Székelyföld korszerű iparosításában: bútorgyárak, épületasztalos üzemek, hordó-, parkett- és gerendagyártó részlegek, fenyőtűlevél-lepároló olajüzemek, mozgó hálókocsi-üzem létesítése mellett faipari iskolaközpontot is alapított diákotthonnal.

## Szakírói munkássága
Kutatási területei: erdészet, bútoripar, szállítás, vállalati és üzemgazdasági kérdések. Szakcikkeit a Revista Pădurilor és a Hargita közölte. Az Erdészeti zsebkönyv két kötetének (1958, 1959) társszerzője Nagy Györggyel stb. A Magyar Autonóm Tartomány monográfiájának szánt tanulmányát a kötet elkobzása után rövidítve a Korunk hozta nyilvánosságra A Magyar Autonóm Tartomány erdőgazdasága c. alatt (1958/2-3).

## Kötete
- Életem és a székelyföldi faipar. Visszaemlékezések, 1930-2001; Pallas-Akadémia, Csíkszereda, 2010